# Victor Capesius
Victor Capesius (7. února 1907, Szerhadely, dnešní Rumunsko, tehdejší Rakousko-Uhersko – 20. března 1985, Göppingen) byl za druhé světové války od roku 1943 hlavním vedoucím lékárny SS v koncentračním táboře Osvětim-Březinka. Podílel se rovněž na selekcích vězňů, díky čemuž dopomohl k smrti tisícům lidí včetně těch, které osobně znal ze své rodné země. Odpovídal rovněž i za skladování cyklonu B v táboře. Za napomáhání k hromadnému zavraždění lidí byl pak odsouzen během Osvětimského procesu k 9 letům vězení.

## Kariéra a působení v Osvětimi
Victor Capesius patřil s rodinou k německé menšině a po maturitě na gymnáziu se vydal ke studiu farmakologie v Kluži. Vojenskou službu absolvoval v rumunské armádě a poté pokračoval dále ve studiu v rakouské Vídni, kde také promoval. Vzhledem k tomu, že pocházel ze Sedmihradska, dobře mluvil rovněž maďarsky. Působil také jako zástupce firmy Bayer v Leverkusenu.
Po obsazení Rumunska Německem byl povolán stejně jako ostatní rumunští Němci do německé armády, prošel výcvikem u SS a jako lékárník poté působil mj. i v koncentračním táboře Dachau, kde se mu dle jeho slov líbilo, a krátce také v koncentračním táboře Oranienburg. Povolán byl rovněž do ústředního sanitárního skladu v polské Varšavě, stejně jako působil i v ústředním sanitárním skladě SS v Berlíně. Nakonec však byl poslán do Osvětimi, aby nahradil nemocného hlavního vedoucí lékárny SS, a to od podzimu roku 1943. V Osvětimi se pak účastnil i selekcí na rampě, ač dle svých slov to nedělal rád. (Svou dobrou znalost maďarštiny pak využíval při příjezdu maďarských Židů v roce 1944.) Avšak velmi aktivní byl ke kupení cenností a peněz ze zavazadel vězňů, což bylo tehdy pro členy SS v táboře běžné i přes přísný zákaz, stejně jako v shromažďování zlatých zubů ve velikém množství. Jeden z přeživších vězňů po válce u soudu ukázal na Capesia a řekl směrem k němu: „Zatímco jste na rampě posílal lidi na smrt, honili nás SS-manni, abychom vybírali z kufrů nejkrásnější cenné věci, které jste si bral a odvážel.“ V Osvětimi do styku Capesius mnohokrát přišel i se známým lékařem Josefem Mengelem. Vedoucím lékárny byl až do evakuace tábora v lednu 1945.

## Život po válce
Po konci druhé světové války pobýval Victor Capesius v britském válečném zajetí. I přestože Britové sháněli svědky, kdo Capesia zná, kvůli nedostatku důkazů byl nakonec ze zajetí propuštěn. Protože byl dříve členem SS, nebylo pro něj lehké najít práci, proto studoval ve Stuttgartu elektrotechniku. V německém Mnichově jej však v červenci 1946 poznal jeden bývalý vězeň a Capesius byl znovu zatčen, tentokrát Američany. Opět však byl propuštěn.
V německém Göppingenu si poté v roce 1950 založil vlastní lékárnu za nemalé finanční prostředky a zároveň byl i majitelem jednoho kosmetického salónu. Je velmi pravděpodobné, že k tomu použil finance, které si za války obstaral ze zabavených věcí vězňů, on sám to však u soudu, který na něj vydal vazbu v roce 1959, popíral. Majetný však rozhodně byl – koupil si rovněž byt a dokonce se účastnil i lovů v Africe, jako jediný z obžalovaných u Osvětimského procesu si platil svého obhájce. U soudu pak spoustu věcí zlehčoval, třeba že se ničím v Osvětmi neprovinil. Jeden ze svědků však u soudu prohlásil, že „pro Capesia byly cenné věci mnohem důležitější než život vězňů“. Soud ho poté potrestal k 9 letům vězení, v roce 1968 však již byl propuštěn.
Závěrečná řeč Victora Capesia u soudu: „Proti své vůli jsem byl přidělen k SS a do Osvětimi. Nikdy jsem žádnému z vězňů neublížil. Byl jsem k nim zdvořilý a přátelský. Plnil jsem svůj úkol lékárníka, jak nejlépe se dalo. To, že bych se obohatil z majetku vězňů, je zlomyslným obviněním. Ničím jsem se v Osvětimi neprovinil. Prosím, abyste mě osvobodili.“
Během působení v Osvětimi i během věznění po válce se vůbec neviděl se svou ženou a ani třemi dětmi, ti všichni zůstali v Rumunsku, se všemi se potkal po dlouhé době až v 60. letech. Aby se za ním mohli odstěhovat do Německa, Capesius požádal paradoxně Červený kříž – za působení v Osvětimi totiž právě i Capesius v autě s falešným znakem Červeného kříže dovážel k plynovým komorám v autě plechovky cyklonu B. Do Rumunska se vrátit ani nechtěl, neboť soud v rumunské Kluži ho v jeho nepřítomnosti odsoudil k trestu smrti. Victor Capesius pak zemřel v roce 1985 v Göppingenu.